# 能源科学网

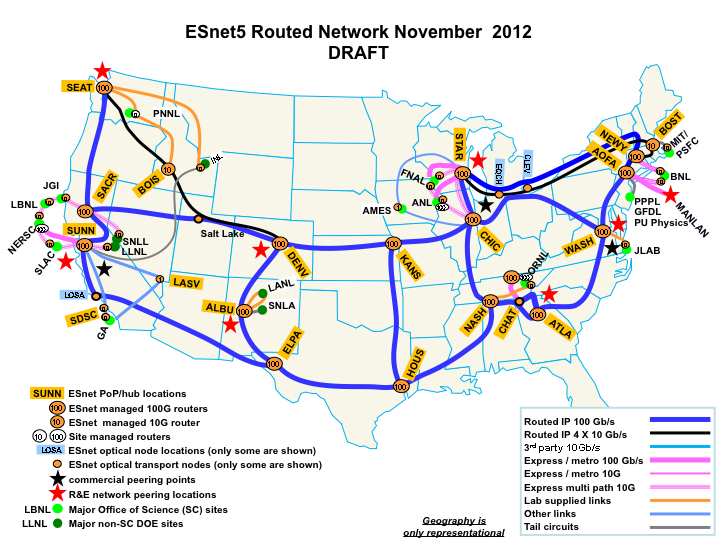
ESnet地图

能源科学网（英語：Energy Sciences Network，缩写ESnet）是为美國能源部科学家及全球合作者提供服务的一个高速计算机网络，目前由劳伦斯伯克利国家实验室的工作人员负责管理。
超过40个美国能源部科学办公室的实验室和研究站直接接入该网络。ESnet网络还与140多个其他研究或商业性网络相联，使美国能源部研究人员能与世界各地的科学家们合作。

## 概述
ESnet是一个100吉比特每秒（Gbps）的网络，服务于数千名美国能源部科学家和全球合作者，为国家实验室、大学和其他研究机构的研究人员提供链路。2014年12月，ESnet在美国和欧洲部署了三个100 Gbps链路和一个40 Gbps连接以加强协作研究。ESnet建立于1986年，结合了早前的美国能源部网络项目HEPnet（用于高能物理学）和MFEnet（用于磁聚变能研究）。
ESnet的管理和运营由劳伦斯伯克利国家实验室的职员负责，该高速网络提供对超过40个美国能源部站点的直接连接，以及与其他140多个研究和商业网络的互连。ESnet的资金主要来自美国能源部科学办公室通过高级科学计算研究计划的资助。
从1990年到2015年，ESnet的平均流量每47个月增长10倍。到2005年，核心网络使用的基于SONET的封包链路达10 Gbit/s。